# Route nationale 536
Die N536 war von 1933 bis 1973 eine französische Nationalstraße, die zwischen der N535 südwestlich des Gerbier de Jonc und Pont-de-Labeaume verlief. Ihre Länge betrug 40 Kilometer.